# Gustav von Struensee
Gustav Karl Otto von Struensee (* 13. Dezember 1803 in Greifenberg in Pommern; † 29. September 1875 in Breslau) war ein preußischer Beamter (zuletzt Oberregierungsrat) und Schriftsteller, der auch unter dem Pseudonym Gustav vom See schrieb.

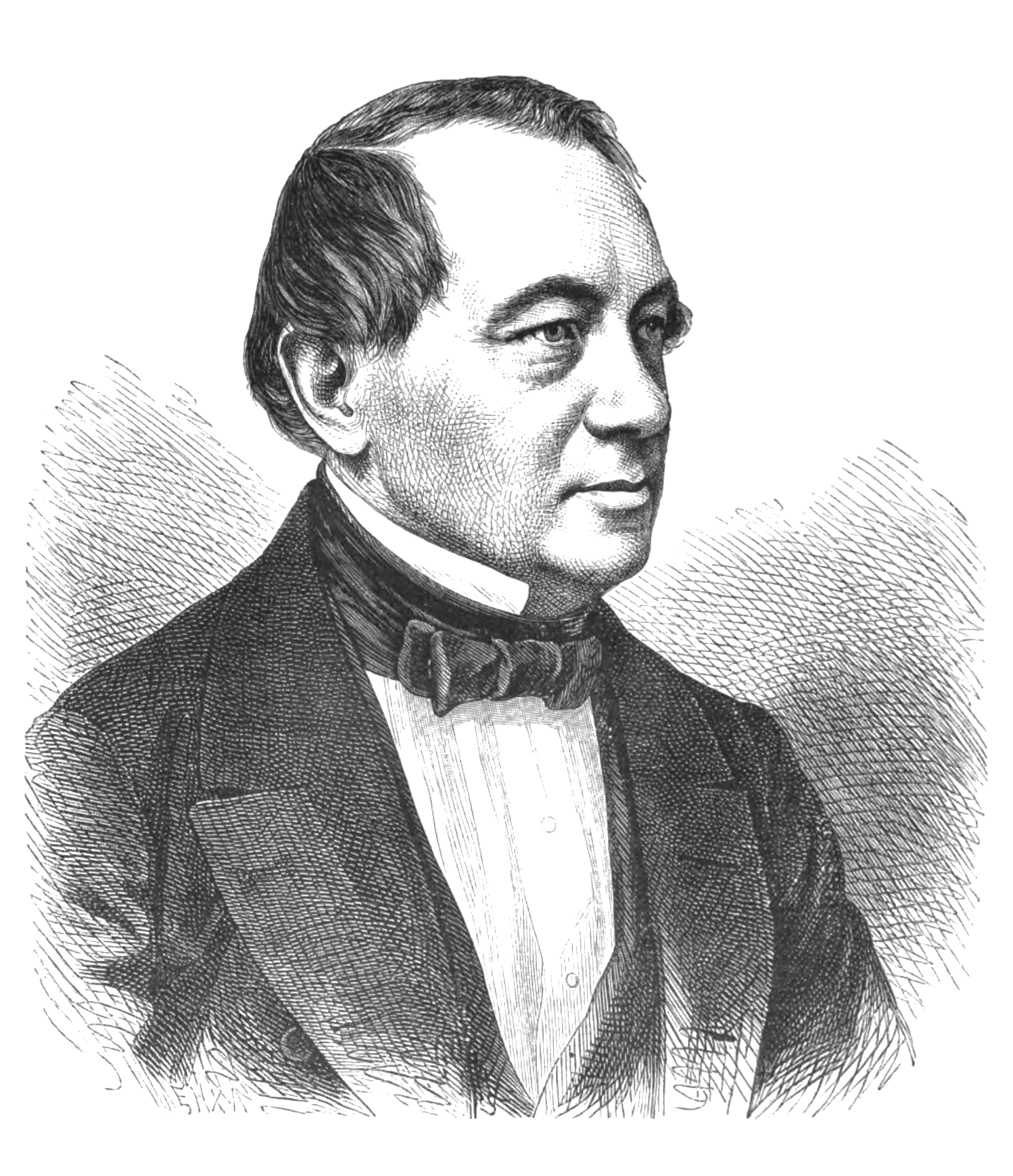
Gustav vom See. Originalzeichnung von Kriehuber (Die Illustrirte Welt. 1870)

## Leben
Struensee war Angehöriger der Familie Struensee und der Sohn von Georg Karl Philipp von Struensee und dessen Ehefrau Friederike, geborene von Laurenz. Sein Vater war Landrat in Greifenberg und wurde 1816 als Polizeipräsident nach Köln versetzt. Struensee wurde zunächst von seiner Mutter unterrichtet, wechselte später auf das Gymnasium in Köln und studierte von 1823 bis 1826 Rechtswissenschaften in Bonn und Berlin. In Bonn war er mit Alexander Bachem in Kontakt. Noch als Student verlobte er sich mit Josephine Imhoff, der Tochter eines katholischen Buchhändlers aus Köln, die er am 24. August 1831 heiratete.
Struensee trat am 1. April 1827 als Hofgerichtsauscultator in Arnsberg in den Staatsdienst des Königreichs Preußen. Anschließend war er seit dem 15. Oktober 1828 in Düsseldorf als Referendar tätig, wo er mit dem Landschaftsmaler Carl Friedrich Lessing Bekanntschaft schloss. Nach bestandenem Staatsexamen kam er ab dem 26. Juli 1831 als Regierungsassessor nach Koblenz und wurde dort am 12. Juli 1834 zum Regierungsrat befördert. Im Juli 1838 wurde er nach Arnsberg zurückversetzt. Am 11. Mai 1844 erfolgte dann die erneute Versetzung nach Koblenz.
Im Dezember 1847 ging Struensee nach Breslau, wo er im Frühjahr 1848 sein Amt als Regierungsrat antrat und noch im gleichen Jahr zum Oberregierungsrat ernannt wurde. Dort freundete er sich mit Felix Eberty, Karl von Holtei und Rudolf Gottschall an. Langjährige Briefwechsel verbanden ihn mit Friedrich Wilhelm Hackländer und Elise Polko. 1863 wurde er als Abgeordneter der liberalen Partei in die Zweite Kammer des Preußischen Landtags gewählt, wobei er der rechts-liberalen „Fraktion Grabow“ beitrat. Struensee wurde am 6. Juni 1865 mit dem Ritterkreuz I. Klasse des Sächsisch-Ernestinischen Hausordens ausgezeichnet.
Am 1. Juli 1866 trat Struensee auf eigenen Wunsch in den Ruhestand und widmete sich fortan ausschließlich seinen schriftstellerischen Arbeiten.

## Werk als Schriftsteller
Struensee begann während seiner zweiten Tätigkeit in Arnsberg ab 1838 mit seinen schriftstellerischen Arbeiten, offenbar auf Anregung der Frau des Regierungsrathes Bernuth. Unter ihrem Einfluss entstand 1842 Struensees Erstlingswerk, die in Norwegen spielende Novelle Das Pfarrhaus zu Aardal, die er ohne Honorar veröffentlichte. In Arnsberg entstanden dann 1843 noch die Novellensammlung Aus dem Leben und der Roman Egon. Aus Struensees Koblenzer Zeit stammen 1845 der Roman Rancé, im Jahr darauf die Rheinischen Novellen und 1850 der Roman Die Belagerung von Rheinfels.
Sein Werk in Breslau umfasst u. a. Die Egoisten (1853), Vor 50 Jahren (1859), Zwei gnädige Frauen (1860), Herz und Welt (1862) und Falkenrode (1870), Bücher, die mit großem Interesse auch von Kaiserin Augusta oder dem Herzog Ernst II. (Sachsen-Coburg und Gotha) gelesen wurden. In seinem Todesjahr wurde noch sein Werk Die Philosophie des Unbewußten veröffentlicht.
Das große Vorbild Struensees war der britische Romancier Edward Bulwer-Lytton, 1. Baron Lytton, den Struensee als Autor sicher nicht erreichte. Er galt als gediegener und beliebter Unterhaltungsschriftsteller, schrieb neben historischen Romanen auch Gesellschaftsromane. In seinem Schaffen verarbeitete er auch wissenschaftliche und juristische Themen sowie Tätigkeiten seiner eigenen Biographie als Student und Verwaltungsbeamter.
Wirtschaftlich erfolgreich und einem größeren Publikum bekannt wurde Struensee erst ab Juli 1860, als seine literarischen Arbeiten als Feuilletonromane in der Kölnischen Zeitung erschienen. Weiterhin schrieb er auch Beiträge für andere Zeitungen u. a. für den Hannoverschen Courier und die Schlesische Zeitung, für letztere namentlich Kritiken der zeitgenössischen Schönen Literatur. Struensee war außerdem lange Jahre als Vorsitzender des Breslauer Zweigvereins der Deutschen Schillerstiftung tätig.

## Familie
Er heiratete am 24. August 1831 in Köln Ida Josefine Imhoff (1808–1886). Das Paar hatte fünf Kinder: 
- Berta Josephine Henritte Friederike (1833–1887) ⚭ 1852 Mortimer Wendt († 1892), Landgerichtsdirektor
- Franz Rudolf Karl (1834–1888), preußischer Generalmajor ⚭ 1869 Elisabeth von Kraewel (* 1851), eine Tochter des Generalmajors Karl von Kraewel
- Rudolf Friedrich August Otto (1826–1836)
- Ernestine Emma Franziska (1838–1839)
- Klara (1841–1897) ⚭ Berthold Stoepel († 1899), Polizeileutnant

## Schriften
- Gesammelte Schriften. 18 Bde. Trewendt, Breslau 1867–1868.